# Koska Reeves
Koska Reeves es un personaje de ficción de la franquicia Star Wars creada para la serie de Disney+ The Mandalorian, en la que aparece como una guerrera mandaloriana, junto a lady Bo-Katan Kryze y su segundo al mando, Axe Woves, dentro de las filas de los Búhos Nocturnos. Es interpretada por la luchadora profesional y actriz estadounidense, Mercedes Varnado.
En The Mandalorian, Koska Reeves es miembro del grupo élite de gerreros de lady Bo-Katan Kryze, los Búhos Nocturnos, y aparece por primera vez junto a ella y su teniente principal, Axe Woves el día que salvaron a un cazarrecompensas mandaloriano llamado Din Djarin y a su expósito Grogu de una emboscada en la luna Trask. Reeves era leal a Bo-Katan, pero más tarde decidió seguir a Axe Woves, luego que ambos tuvieron diferencias debido a que lady Kryze se negó a retar a un duelo por el control del Sable Oscuro a Din Djarin, a quien Woves, Reeves, y el resto de los Búhos Nocturnos consideraban indigno de ser el líder de su pueblo, ya que era un extranjero que no tenía sangre mandaloriana.

## Biografía
Koska Reeves nació en el planeta Mandalore. Era miembro del clan Kryze, el clan mandaloriano dirigido por Lady Bo-Katan.  Allí debió destacarse por sus habilidades de pelea, ya que Kryze solía llevarla a ella y a su principal teniente, Axe Woves, a sus misiones más importantes.
En el año 9 ABY, Koska estuvo en la luna de Trask junto a Lady Kryze y Axe Woves, en una misión de rescate de un mandaloriano llamado Din Djarin quien había sido emboscado por un grupo quarren, junto a su expósito de nombre Grogu.
Djarin inicialmente se desanimó porque se quitaron los cascos, pero pronto unió fuerzas con sus salvadores, después de que lo rescataron por segunda vez.
Reeves, Kryze y Woves, colaboraron con Djarin para abordar un crucero clase Imperial Gozanti.  Después de matar a numerosos soldados de asalto, los cuatro mandalorianos llegaron al área de la bahía de carga, donde desahogaron a varios de sus enemigos y luego inspeccionaron la carga mientras corrían hacia el puente. Con la ayuda de Djarin, capturaron con éxito dicho puente, y luego Djarin se separó del trío.
Más tarde, Din Djarin, en compañía del antiguo cazarrecompensas, Boba Fett, reclutó a Koska y a Bo-Katan para ayudarlo a rescatar a Grogu, quien había sido capturado por el Moff Gideon y estaba retenido a bordo de su crucero ligero. En ese interín, Reeves y Fett dejaron notar sus diferencias ideológicas, discutieron y se atacaron, hasta que fueron detenidos por Kryze. 
Con la ayuda de Reeves, la asesina Fennec Shand, la comisaria Cara Dune y Boba Fett, Bo-Katan capturó con éxito el puente del crucero ligero. 
Aunque la victoria aseguró el control de Kryze sobre la nave, Djarin regresó con Grogu rescatado y con Gideon esposado, habiendo reclamado accidentalmente el sable oscuro al derrotar a Gideon, convirtiéndolo así en el gobernante legítimo de Mandalore. Koska observó cómo Kryze se negó a quitarle el sable oscuro a Djarin, a pesar de que él se lo entregó voluntariamente, ya que se había vuelto temerosa debido a situaciones de antaño.
Pasado algún tiempo, la situación del sable seguía estancada; Bo-Katan se negaba a pelear contra Din Djarin. En consecuencia, Koska y los otros mandalorianos, molestos por este hecho, desertaron de Kalevala dejando a Kryze sola, y se hicieron mercenarios, bajo el comando de su nuevo líder, Axe Woves.
Finalmente, Bo-Katan en compañía de Djarin, Logra tener una audiencia con Axe Woves, nuevo líder de los ahora mercenarios a los que Koska pertenece. Bo-Katan desafía a Woves por el liderazgo del grupo y luego de una feroz pelea, lo derrota. Aun así, Woves no cree en la propuesta de Bo- Katan para unirse; es por esto que para ayudarla a ascender, Djarin admite que el cyborg que lo capturó en las minas de Mandalore tomó el sable, pero Bo-Katan lo rescató, lo que legítimamente la hace dueña del sable oscuro. Djarin se lo devuelve y el grupo la acepta como su líder.
Volviendo a reunirse en Nevarro, Bo-Katan une a los dos grandes clanes mandalorianos, aunque la convivencia es densa e incómoda para ambas facciones. Luego, prepara un grupo de reconocimiento para explorar la superficie de Mandalore. Koska es la primera del grupo de los Búhos Nocturnos que se ofrece como voluntaria.
En Mandalore, el grupo se encuentra con otro clan de Búhos Nocturnos, que es leal a Bo-Katan, unos que sobreviviron a la purga y se quedaron en el planeta, aunque varios de ellos están exhaustos o heridos.
Durante la cena entre los grupos, Bo-Katan admite que poco después de la Noche de las Mil Lágrimas. Koska iba a intervenir en defensa de Bo-Katan, pero ella le pidió que la dejara desahogarse. Kryze admitió que se rindió y negocio un alto al fuego con Gideon con la esperanza de que el Imperio salvara a los mandalorianos de más daños, pero Gideon la traicionó, siendo la razón por la que Gideon tomó el sable oscuro. 
Al día siguiente, el clan de Búhos sobrevivientes dirige al grupo de búsqueda de Kryze a la ubicación de la Gran Forja, mientras que la Armera lleva a sus miembros heridos de regreso a la flota para que los atiendan.
Después de encontrarse con una gran criatura, el grupo de búsqueda encuentra la Gran Forja, pero es emboscado por los soldados de asalto mejorados con beskar de Gideon y atraídos a una trampa. A pesar de resistir, Din Djarin es capturado por Gideon, quien lleva un traje mejorado y revela su intención de crear un nuevo ejército de Dark Troopers y completar la Gran Purga de Mandalore, ordenando un ataque a la flota que espera en el espacio. Intenta matar a los mandalorianos restantes, pero Bo-Katan usa el sable oscuro para crear una salida y escapar con el grupo.

## Personalidad
Koska es una guerrera ruda, determinada, aguerrida y valiente. No teme a amenazas o a géneros, así vimos cuando fue capaz de retar a Boba Fett a duelo durante la 2.ª temporada de The Mandalorian.
Ella se siente orgullosa de ser mandaloriana y de pertenecer a los Búhos Nocturnos.
Tiende a cumplir órdenes de forma disciplinada.
Le es leal a quien sea la cabeza del Clan Kryze y vele por los mejores objetivos de su raza y su clan, lo que fue evidente cuando siguió las órdenes tanto de Lady Bo-Katan Kryze, como las de Axe Woves cuando en su momento éste tomó el liderazgo del clan en rebeldía a Kryze por no retar a duelo a Din Djarin por la posesión del Sable Oscuro.

## Rasgos Físicos
Dentro de los estándares de la raza humana, Koska es una mujer considerada atractiva. Es esbelta, mide 1.70mts, de piel oscura, ojos marrones,  cabello negro y rostro armonioso.